# Duše

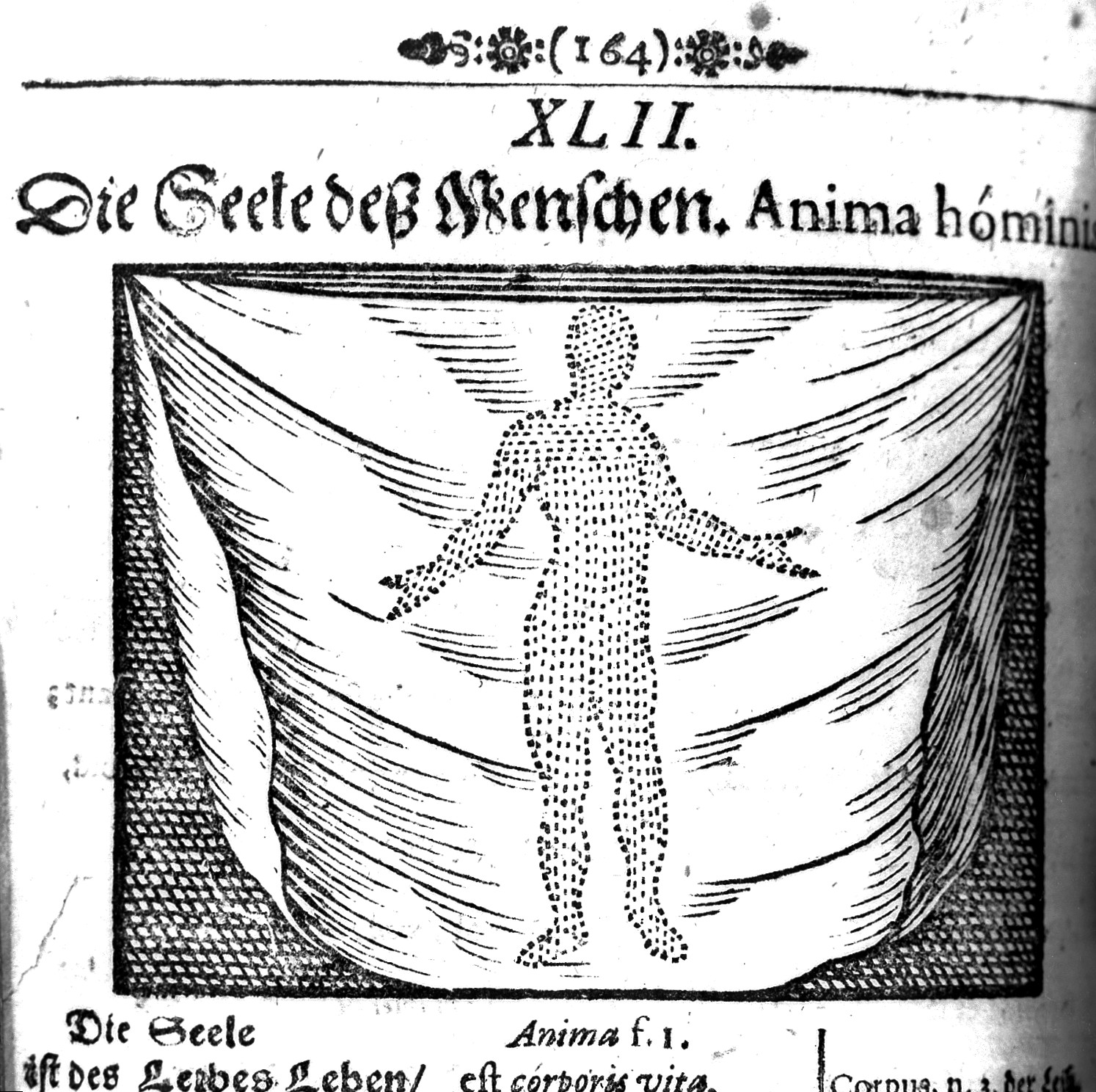
Symbolická ilustrace lidské duše v díle Jana Amose Komenského Orbis pictus, 1658.

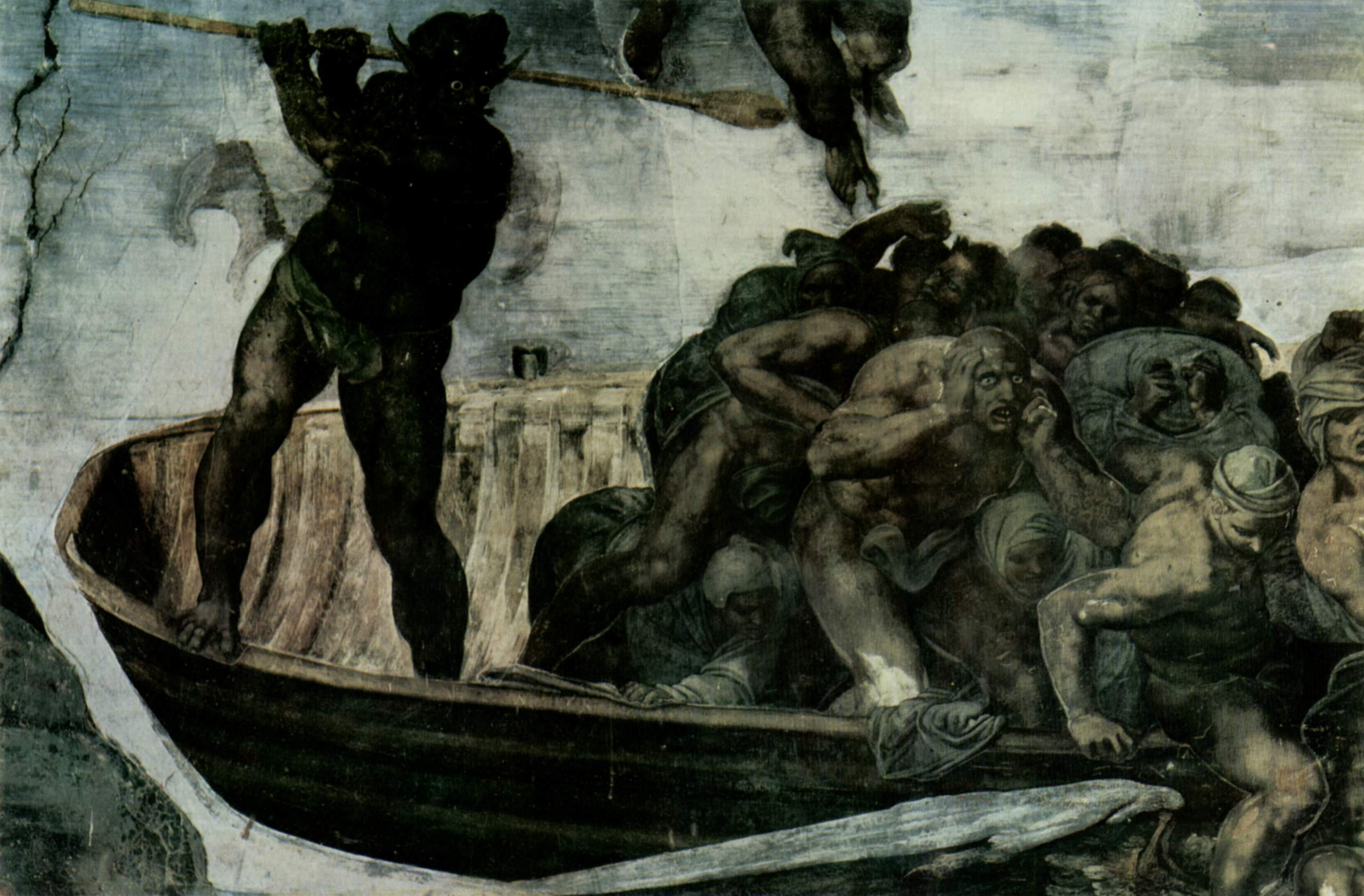
Michelangelo: Cháron převáží duše do podsvětí.

Duše reprezentuje v řadě náboženství, mytologiích a filosofiích nehmotnou substanci živé bytosti. V náboženských a filozofických naukách pojem duše odkazuje na nehmotný princip, který je chápán jako nositel života jednotlivce a jeho identity, který přetrvával v čase. S tím je často spojen předpoklad, že duše je nezávislá na těle, a tedy i na fyzické smrti, pokud jde o její existenci, a je tedy nesmrtelná. Smrt pak bývá interpretována jako proces oddělování duše a těla. Některé tradice učí, že duše existuje již před počátkem, že obývá a vede tělo jen dočasně a používá jej jako nástroj nebo je v něm uzamčena jako ve vězení. V mnoha takových naukách tvoří nesmrtelnou duši samotná osoba; na prchavé tělo se pohlíží jako na bezvýznamné nebo jako zátěž a překážka pro duši. Četné mýty a náboženská dogmata dělají prohlášení o osudu, který čeká duši po smrti těla. V různých naukách se předpokládá, že dochází k transmigraci duší (reinkarnaci) tedy, že duše má dům v různých tělech jeden po druhém. Jsou však také filosofické systémy, kde se pojem duše považuje za projev nevědomosti o podstatě lidské existence.
Všeslovanské slovo duše souvisí s pojmy dýchání a dechu, podobně jako řecká psyché (ψυχη), hebrejský nefeš (נֶפֶשׁ) a latinská anima nebo animus. Jako slova běžné řeči nebyla jednoznačně vymezena, ale označovala původně podstatný a nápadný rozdíl mezi živým, dýchajícím člověkem a na pohled nezměněnou mrtvolou. Staré („primitivní“) kultury měly sklon přisuzovat „duši“ – to jest samovolné působení či aktivitu – všemu, s čím se lidé setkávali (například i lesu, řece nebo skále), což britský etnolog Edward Burnett Tylor později nazval animismus a pokládal za nejstarší formu náboženství.

## Tradiční víry a učení

### Etnická náboženství
V mnoha domorodých kulturách, jejichž náboženské tradice jsou zkoumány obecnými a srovnávacími náboženskými studiemi, existuje spousta myšlenek a pojmů, které zhruba souvisejí s tím, co Evropané tradičně chápou duší (v metafyzicko-náboženském smyslu), nebo alespoň něčím v určitým způsobem k tomu srovnatelný. Z nábožensko-vědeckého hlediska „duše“ zahrnuje vše, co „se zjevuje věřícím lidem (v sobě i v ostatních) jako síla fyzického a hyperfyzikálního (parafyzického, parapsychického, psycho-duchovního a posmrtného) života“. V domorodých tradicích se obvykle předpokládá, že rozmanitost duševních a fyzických funkcí odpovídá různým původcům. To vede k předpokladu velkého množství nezávislých psychických sil a sil nebo dokonce nezávislých „duší“, které jsou aktivní v jednotlivci a přinášejí rozmanité projevy života. Pro každý z těchto případů existuje samostatný termín, ale přiřazení jednotlivých funkcí psychickým silám je často vágní. V některých případech není jasné, do jaké míry jsou v představách těchto pravomocí v popředí individuální nebo spíše nadosobní aspekty. Často není vůbec nutné rozlišovat mezi subjektivní a objektivní realitou. Stejně tak mezi nimi není žádný zásadní rozdíl hmotného a duchovního ; nic není výlučně hmotné a nic není čistě duchovní. Duše je obvykle považována za víceméně hmotnou nebo jemnou a zaostřuje pouze v souvislosti s fyzickými nositeli nebo s jejich vnímatelnými projevy.

### Indická náboženství
Náboženské a filozofické nauky indického původu jsou částečně založeny na védském náboženství, ze kterého se vyvinuly různé proudy hinduismu. Některá učení jsou však v ostrém kontrastu s autoritou védské literatury: buddhismus, sikhismus a džinismus. Společným rysem všech indických tradic je, že nerozlišují mezi lidskými dušemi a dušemi jiných forem života (zvířata, rostliny, dokonce i mikroby).

#### Hinduismus
V hinduismu existují dva hlavní směry, jejichž učení je navzdory pokusům o harmonizaci v zásadě neslučitelné: Vedanta a Samkhya. Filozofie Vedanty je rozdělena na Advaita („nedualita“, monismus ), Dvaita („dualita“, dualismus) a Vishishtadvaita, mírně monistická doktrína, která předpokládá skutečnou rozmanitost uvnitř jednoty. Přívrženci Advaita jsou radikální monisté, kteří přijímají pouze jednu jednotnou metafyzickou realitu. Považují veškerou pluralitu nebo dualitu za pseudorealitu, která se rozplyne, když je vidět skrz. Jednotlivé duše, jakož i těla nimi oživená, tedy neexistují ontologicky jako nezávislé entity, ale jsou iluzorními složkami skutečně bezcenného a nesmyslného pseudosvěta zkazitelných jednotlivých věcí.

#### Buddhismus
Buddhismus reprezentuje především nauka anatta. Anatta, slovo v jazyce Pali , znamená „ne-atman“, tj. „ne-já“ nebo „ne-duše“. 
Buddhistická filosofie tvrdí, že nelze nalézt žádnou entitu - duši, s níž bychom se mohli identifikovat jako s „já“, a že tedy celý pojem duše je mylným důsledkem nevědomosti. To, co přežije smrt, tedy celý cyklus znovuzrozování, je jen pomíjivý svazek mentálních faktorů, za kterými není žádné jádro člověka jako nezávislé látky. Dříve nebo později se tento komplex rozpustí ve své základní části, postupně se průběžně transformuje, přičemž části se vylučují a přidávají se další. Metafyzický pojem ātman (duše) je proto prázdný, protože neodpovídá žádnému obsahu.

### Judaismus
Podle kabalistů je lidská duše složena z pěti elementů:
1. nefeš (hebrejsky נֶפֶשׁ) – tzv. vitální či vegetativní duše, v hebrejské Bibli neboli Tanachu běžně používané slovo, které je v českých Biblích nejčastěji překládáno jako „duše“, ale někdy i jako „mysl, vůle, život, životní síla, cit, někdo“ apod. Tento element duše je vlastní i rostlinám a v živém těle jak zvířat, tak lidí, sídlí v játrech a krvi.
2. ruach (hebrejsky רוּחַ) – tzv. senzitivní či senzuální duše, v českých Biblích je toto slovo nejčastěji překládáno jako „duch“, ale někdy též jako „dech“ či „vítr, vánek, závan“. Tento element duše je přítomen nejen v tělech žijících lidí, ale i zvířat. V případě člověka je však tento element spojován s jeho srdcem.
3. nešama (hebrejsky נְשָׁמָה) – tzv. rozumná duše či duch člověka, který je podle judaismu věčný a nezničitelný. Jedná se o element, který Bůh do člověka vdechl při jeho stvoření, aby jej odlišil od zvířat. Kabalisté za sídlo této části duše považují mozek a její jedinečnost od ostatních složek duše spojují s řečí a schopností vyjadřovat myšlenky slovy. V běžném pojetí se má za to, že jak termín „nešama“, tak výše uvedené termíny „nefeš“ a „ruach“, původně odkazovaly na spojitost s dýcháním a jsou proto mnohdy vnímána jako synonyma.
4. chaja (hebrejsky חַיָּה) – „žití, život“. I když jsou v Bibli tímto pojmem označována i zvířata, v případě kabalistického pojetí člověka odkazuje tento výraz na čtvrtou úroveň duše, která je spojena s nejvyšším stvořeným světem a umožňuje člověku, aby byl vědomou součástí Adama Kadmon.
5. jechida (hebrejsky יְחִידָה) – „jednotka, individualita“. V Bibli se výraz nenachází, ale v kabalistickém pojetí pojem vyjadřuje jedinečnost každé lidské duše, která odkazuje k Ejn Sof. „Jechida“ a předchozí „chaja“ jsou ty elementy lidské duše, které překračují hranici těla coby materiální schránky duše a nejsou tedy spojovány s konkrétní částí lidského těla.
Z výše uvedeného by však bylo chybou vyvozovat, že judaismus ohledně duše vytváří nějakou obecně platnou doktrínu. Rabínské texty ve skutečnosti nabízejí nejrůznější pohledy na charakter lidské duše a její funkci. Judaismus každopádně nevnímá materiální tělo jako „vězení duše“. Tělo spíše vnímá jako nástroj, skrze který může duše v tomto materiálním světě jednat, a tedy ho i ovlivňovat. Podle midraše byly všechny lidské duše stvořeny během šesti dnů stvoření a postupně vcházejí na tento svět skrze plození, aby splnily úkoly, kterými je Bůh pověřil. A protože byly na svět vyslány v čistém stavu, vyžaduje Bůh, aby se po smrti těla k němu navracely v tomtéž stavu. Ty, které nebudou čisté, mohou být podle různých výkladů odsouzeny k potulování na tomto světě v podobě dybuka, k dočasnému pobytu v gejhinom či v krajním případě mohou být zcela zničeny. Kabalisté připouštějí i jistý druh reinkarnace. Nedílnou součástí judaismu je též víra ve vzkříšení mrtvých.

### Křesťanství
V Novém zákoně se vyskytuje řecký výraz ψυ (psyché), který je ve starších překladech Bible překládán jako duše. Dokonce i v Septuagintě, řecké překlady židovskými učenci, byl hebrejský výraz נפש (nefesh) s překládán jako psyche.
Ve většině pasáží evangelií, kde se mluví o psychice, je „život“ ve smyslu nefesch konkrétně označuje kvalitu konkrétního jedince - člověka nebo zvířete - být naživu. Toto je založeno na tradiční myšlence „životního orgánu“ spojeného s dechem a lokalizovaného v krku. V tomto smyslu se říká, že psyche jako život člověka je ohrožena, například nedostatkem potravy nebo ztracen. Psyche je sídlem a výchozím bodem myšlení, cítění a chtění. Tento komplexní pohled na člověka odpovídá myšlence fyzického vzkříšení a jednotu tělesné-duše v stoupla v níže, který byl již v raném křesťanství.

## Filosofie
Aristotelova filosofie přisuzuje duši všemu živému jako jeho „formu“ (eidos) Rozlišuje duši vegetativní (rostliny), vnímavou (živočichové) a rozumnou (člověk). Jen rozumná duše se však podílí na nesmrtelném logu. Ani na otázku, zda je duše nehmotná nebo je tvořena jemnou, vzdušnou látkou, není v řecké filosofii jednoznačná odpověď.
Ve středověké filosofii, která se snažila o jednoznačné a určité vyjadřování, se nakonec – přes odpor například Tomáše Akvinského – prosadila představa duše jako oddělitelné substance, kterou pak formuloval René Descartes: všechno, co jest, je buďto „věc myslící“ (res cogitans), kam patří také (bezrozměrná) duše, anebo „věc rozlehlá“ (res extensa), kterou pozdější myslitelé spojili s představou hmoty a hmotnosti. Tím také vznikl vážný problém dualismu, totiž jak může nehmotná duše působit na hmotné tělo (psychofyzický problém). Descartovo řešení (místem vzájemného působení je hypofýza, resp. mozek) bylo zřejmě neudržitelné, připravilo však moderní představu netečné a mrtvé hmoty, do níž Descartes zařadil i živočichy a jíž se podle něho zabývá mechanika.
Když se s pokrokem lékařských věd ukázalo, že i duševní činnosti podstatně závisejí na stavu mozku, bylo tím descartovské rozdělení zpochybněno a filosofové jako David Hume představu duše jakožto samostatné substance odmítli. Podle I. Kanta sice otázku duše nelze empiricky rozhodnout, protože však na pojmu duše závisí představa lidské svobody a odpovědnosti, je třeba ji přijmout jako postulát praktického rozumu. Podobné stanovisko zastával například T. G. Masaryk.

### (Tradiční) čínská medicína
V čínské medicíně je duše (čínsky Šen, 神) utvářena komplexem pěti spirituálních aspektů tzv. pěti duší (五神). Jejich fyziologickým základem je pak pět jinových orgánů (játra, srdce, slezina, plíce a ledviny), na které se duše přímo navazují.
V tradičním dualistickém přístupu mají nejdůležitější roli duše Chun (魂) a Pcho (魄) reprezentující jangovou a jinovou polaritu. Obě tyto duše jsou člověku zpravidla propůjčeny pro život při narození. Po smrti se však duše Chun dostává zpět do éteru a duše Pcho se za procesu rozkladu vrací spolu s tělem zpět zemi.

## Kultura
Duše bývají pro člověka neviditelné, ale někdy je lze spatřit, nejčastěji v podobě zvířete, především ptáka, v středoevropském prostoru zpravidla bílé holubice. Mezi další ptačí podoby patří kachna, slavík, vlaštovka, kukačka, orel a krkavec, ze živočichů dále třeba motýl, moucha, myš, hranostaj a zajíc. Za viditelný obraz duše se někdy pokládá stín, odraz ve vodě a zrcadle nebo dokonce fotografie. S tím je spojena víra, že tohoto obrazu lze využít k zlovolné magii, což dříve vedlo u domorodých populací k odporu a strachu z fotografování. Duše se někdy dělí na více částí, z nichž jedna musí stále obývat schránku, případně se věří, že bytost může mít duší více.
Duše může opustit svou schránku z mnoha důvodů - kromě smrti také ve spánku, při mdlobách nebo v transu. Duše také může být zakleta do jiné schránky, například lidského či zvířecího těla nebo do rostliny; tento motiv se objevuje v mýtech, pověstech a pohádkách.
Po smrti člověka zůstává duše zpravidla nějakou dobu v blízkosti mrtvého těla a může ublížit lidem, kteří jsou v dosahu.[zdroj⁠?!] Toto nebezpečí zpravidla pomine s pohřbem. Některé duše ze světa živých neodcházejí, v evropském prostředí jde nejčastěji o trest za skutky spáchané za života; tyto bludné duše se nazývají strašidla, duchové či přízraky.[zdroj⁠?!] Jindy se naopak duše mrtvých snaží živým pomoci. Zjevení mrtvého neboli reventanti, nejsou naopak v křesťanském prostředí chápáni jako duše samotná, ale jako obraz její schránky.
Antropolog Josef Kandert uvádí, že k víře v existenci duše mohly vést následující zkušenosti:
- Spánek jako znehybnění a zmatenost, především po prudkém vzbuzení, vedla k představě, že duše během spánku opouští tělo.
- Sny se chápaly jako putování duše mimo tělo.
- Nemoci byly chápány také jako opuštění těla duší, často v důsledku zlovolné magie.
- Stín jako nehmotná, ale viditelná část člověka.
- Smrt jako trvalé opuštění těla duší

## Psychologie
V 19. století se duše stala předmětem psychologie a autoři jako John Stuart Mill nebo Wilhelm Wundt se snažili i logické a matematické struktury odvozovat z vlastností duše. Proti tomu se postavil například Franz Brentano, Edmund Husserl a celé novokantovství. Pojem duše je v psychologii poměrně neurčitý (psychologie ostatně nedbá příliš na přesnou formulaci svých pojmů) a empiricky obtížně zkoumatelný, takže se často nahrazuje pojmy duševní činnosti, vědomí a mysli. Dnes se ve vědách obvykle hovoří o činnosti nervové a mozkové, které lze empiricky zkoumat. Pokud se například v klinické psychologii a terapii hovoří o duši, míní se běžný význam slova jako celku osobního myšlení a vztahů, mravního hodnocení a cítění, včetně vztahu k sobě samému (sebereflexe).